# Toshiko
Toshiko ist ein weiblicher japanischer Vorname.

## Bekannte Namensträgerinnen
- Toshiko Abe (* 1959), japanische Politikerin
- Akamatsu Toshiko, Geburtsname von Maruki Toshi (1912–2000), japanische Malerin, Autorin und Pazifistin
- Toshiko Akiyoshi (* 1929), japanische Jazz-Pianistin
- Kishida Toshiko (1863–1901), japanische Feministin und Schriftstellerin
- Toshiko Kowada (* 1949), japanische Tischtennisspielerin
- Sekiya Toshiko (1904–1941), japanische Komponistin und Opernsängerin
- Taira Toshiko (1921–2022), japanische Färberin und Kunsthandwerkerin
- Takada Toshiko (1914–1989), japanische Lyrikerin
- Toshiko Takeya (* 1969), japanische Politikerin
- Tamura Toshiko (1884–1945), japanische Feministin und Schriftstellerin
- Ueda Toshiko (1917–2008), japanische Manga-Zeichnerin
- Yuasa Toshiko (1909–1980), japanische Kernphysikerin